# 申崇线
申崇线是上海市区至崇明区一系列公交专线的合称。随着2009年10月31日上海长江隧桥的通车，第二天起申崇线由依靠轮渡行驶转成了陆路行驶，极大地缩短了行车时间。

## 轮渡时代
上海长江隧桥没有开通之前，崇明岛出入交通除了轮渡外，尚有两条公交线路，利用石洞口码头至新河码头的轮渡进行摆渡，一条是沪崇专线，往返于浙江路牛庄路至跃进农场，另一条是申崇线，往返于北区汽车站至跃进农场，设大宁路、汾西路、长江西路、宝杨路、新河、侯家镇、中双港、庙镇、草棚镇、新海农场和跃进农场等站点。

## 隧桥开通前
上海长江隧桥开通前，上海交通管理部门设想调整原申崇线和沪崇专线设置，分别为长江隧桥一线，停靠南门、堡镇、陈家镇、五角场、汶水路；长江隧桥二线，停靠南门、堡镇、陈家镇、金桥和龙阳路。后因有关部门规定申崇线采用点到点运行模式，中途不设立上下客站，两条路线更改为沪崇线，陈家镇-锦绣路科技馆地铁站；申崇线、南门-中环线共和新路。两条线路中途不设站点。在隧桥开通前夕，有关部门又因公交路线设置长度不宜超过100公里，将原定于南门始发申崇线缩线至陈家镇始发，更名为申崇一线，沪崇线更名为申崇二线。

## 隧桥开通后
上海长江隧桥开通后申崇线公交均途径隧桥全程（崇明岛方向）或隧道部分（长兴岛、横沙岛方向）。现行线路信息如下表所示：

| 编号 | 编号         | 线路及运营时间            | 线路及运营时间 | 线路及运营时间              | 收费 | 运营商            | 备注及图片 |
| ---- | ------------ | ------------------------- | -------------- | --------------------------- | ---- | ----------------- | ---------- |
|      | 申崇一线     | 汶水路共和新路 5:55–21:00 | 直 ⇆           | 陈家镇长江大桥 5:55–21:00   | 12元 | 崇明三分          |            |
|      | 申崇二线     | 五洲大道地铁站 5:55–21:00 | 直 ⇆           | 陈家镇长江大桥 5:25–23:00   | 10元 | 崇明三分 金高二分 |            |
|      | 申崇三线     | 汶水路共和新路 5:55–21:00 | ⇆              | 南门水陆换乘中心 5:55–21:00 | 20元 | 崇明三分          |            |
|      | 申崇三线区间 | 汶水路共和新路 5:55–21:00 | ⇆              | 堡镇汽车站 5:55–21:00       | 17元 | 崇明三分          |            |
|      | 申崇四线     | 五洲大道地铁站 5:55–21:00 | ⇆              | 长兴岛汽车站 5:55–21:00     | 7元  | 崇明四分 金高二分 |            |
|      | 申崇五线     | 吴淞公交客运站 5:30–21:00 | 直 ⇆           | 长兴岛汽车站 6:00–21:00     | 8元  | 巴士五公司        |            |
|      | 申崇六线     | 五洲大道地铁站 6:00–21:00 | ⇆              | 南门水陆换乘中心 6:00–21:00 | 18元 | 崇明三分 金高二分 |            |
|      | 申崇六线B线  | 五洲大道地铁站 6:00–20:00 | ⇆              | 堡镇汽车站 6:00–20:00       | 15元 | 崇明三分 金高二分 |            |
|      | 申崇七线     | 吴淞公交客运站 5:30–21:00 | 直 ⇆           | 横沙岛汽车站 6:00–21:00     | 8元  | 崇明四分          |            |

相关线路及历史如下所示。

### 申崇一线
2009-11-1 陈家镇-中山北路公交枢纽
票价12元

2010-7-1 陈家镇（长江大桥）-汶水路共和新路 
票价12元

### 申崇二线
2009-11-1：陈家镇-科技馆地铁站
票价12元

#### 申崇二线（区间）
2009-11-1：长兴岛-科技馆地铁站

### 申崇三线
2010年上半年，申崇班车线更名为申崇三线，由西门汽车站开往汶水路共和新路，票价20元

#### 申崇班车线
2010-1-10 西门汽车站-中山北路北区枢纽
票价20元

#### 申崇三线（区间）
2010-12-1 堡镇汽车站-共和新路交通枢纽
票价17元

### 申崇四线
2010年上半年，申崇二线（区间）更名为申崇四线，在上海科技馆（6号出口）与长兴岛枢纽之间运营。

2016年8月1日起正式开通申崇四线（区间）车，在五洲大道公交枢纽站（五洲大道地铁 2 号口）与长兴岛枢纽站之间运营。

### 申崇五线
2010-4-28，申崇五线开通，由吴淞码头汽车客运站开往长兴岛，票价9元

#### 申崇五线班车
2010-12-21日，为方便横沙岛居民前往吴淞，宝山巴士开辟申崇五线（班车），由吴淞客运站开往长兴岛渡口，全天双向设6个班次。

### 申崇六线
2010-4-19南门-巨峰路地铁站
票价18元

#### 申崇六线B
2011年2月，上海市交通运输和港口管理局副局长周淮在上海交通网在线交流活动中表示，根据崇明市民的建议，堡镇地区将于近期开通直达巨峰路的公交路线 。原计划开辟的申崇六线B（南门-川沙镇），改为堡镇-巨峰路。2011年12月1日，申崇六线B正式开通，由浦东新区金高公共交通有限公司和崇明巴士有限公司共同经营，初期配车8辆，营运时间6：00-19：00，票价15元。
堡镇汽车站-巨峰路地铁站
票价15元

### 申崇七线
吴淞长途客运站—横沙岛汽车站，票价13元。
2017年12月18日开通，起始站初设在长江南路地铁站，2018年2月改为吴淞长途客运站。

### 世博37路
2010-4-20 西门汽车站-高科西路地铁站，西门发车时间6：30-19：00，世博园发车时间9：15-23：00，票价20元。

#### 世博37路A线
2010-6-1陈家镇-浦东园区后滩出入口，陈家镇发车时间为6：30-10：30，世博园发车时间为14：00-21：00，6月底撤销。

#### 世博37路B线
2010-6-1长兴岛-浦东园区白莲泾出入口（世博园区4号门），全长39公里，行驶时间70分钟，长兴岛发车时间为6：30-10：30，世博园发车时间为14：00-21：00，由巴士一汽三分公司经营，6月底撤销。

## 争议

### 50公里限制
申崇线刚开辟时，只有陈家镇始发的申崇一线和申崇二线。陈家镇临时公共汽车站位于崇明岛最东角的花飘村，离县城尚有50多公里，有关部门拘泥于《上海市公共汽车和电车客运服务规范》中第十条“郊区跨区线、市通郊线路原则上控制在50公里以内”的规定，以线路过长为由，拒绝县城及岛内重要集镇至市区的公交线路。认为路线过长有交通安全隐患，而且不利于提高运营效率。
2010年8月18日首班车起，为方便堡镇地区乘客换乘申崇一线、二线，崇明巴士开辟堡陈线大站车（堡陈支线），中途只停靠堡镇镇区的体育场、小菜场、南堡镇和北堡镇后沿陈海公路直达陈家镇临时公共汽车站，全程票价5元，行驶时间为20分钟，比堡陈专线节省30分钟，在一定程度上缓解了堡镇地区乘客乘车难的窘境。

### 中途不设站
2012年6月1日起，崇明巴士公司所属申崇三线、申崇三线（区间）及申崇六线B等公交线路在每日晚19:00后至末班车，在崇明设利民路育林桥路站和大通路堡镇中路站增设下客站。
2013年11月起，申崇三线和申崇三线区间线在城桥镇利民路和堡镇大通路的停靠时间从19点提前至17点30分，使下午从市区返回崇明的旅客提前到达目的地，避免徒劳往返。

### 另请参见
- 公交走向 （页面存档备份，存于） - 上海市公共数据开放平台
- 公交线路首末班车时间 （页面存档备份，存于） - 上海市公共数据开放平台